# 三十面體
在幾何學中，三十面體是指有30個面的多面體，在三維空間的三十面體當中沒有任何一個形狀是正多面體，換言之即正三十面體並不存在，但仍有許多由正多邊形組成的三十面體，例如二側帳塔截角立方體。也存在等面的三十面體，例如菱形三十面體。
雖然三維空間中不存在正三十面體，但在四維空間中允許三十面體以扭歪正多面體的形式存在（即扭歪三十面體）。
部分晶體結構也為三十面體，例如{211}和{100}複合而成的截六角鳶形二十四面體。

菱形三十面體

三十面體在英語中（Triacontahedron）通常是指菱形三十面體（Rhombic triacontahedron）:49。
此外要構成三十面體至少要有17個頂點。

## 用途
三十面體的用途多半是學術用途，例如晶體結構的探討、星形三十面體的探討等。結構較均勻的三十面體則可以被製作成骰子，例如十五方偏方面體和菱形三十面體等。此外，亦有以三十面體為外型的魔術方塊，例如大菱形三十面體等。

## 常見的三十面體
常見的三十面體中有一些柱體與錐體以及部份的詹森多面體和均勻多面體的對偶多面體。

### 截六角鳶形二十四面體

截六角鳶形二十四面體

截六角鳶形二十四面體為截去六個頂點的鳶形二十四面體，其中這六個頂點可以對應到立方體的面，其由30個面、72條邊和44個頂點組成，在其30個面中，有24個五邊形和6個四邊形。這個立體是晶體結構{100}（立方體）和{211}（鳶形二十四面體）的複合晶體結構，是一種三十面體（30-hedron）。

### 二側帳塔截角立方體
二側帳塔截角立方體是指在截角立方體的兩個八邊形面上各疊上一個四角帳塔所構成的幾何體。
二側帳塔截角立方體可以分成兩種，一種是疊上一個四角帳塔位於相對的八邊形面，稱為對二側帳塔截角立方體；另一種是疊上一個四角帳塔位於截角立方體上兩相鄰的八邊形面，稱為鄰二側帳塔截角立方體。其中，對二側帳塔截角立方體是一種詹森多面體。
| 對二側帳塔截角立方體 | 鄰二側帳塔截角立方體 |

### 菱形三十面體
菱形三十面體是一個由菱形構成的三十面體，由30個全等的黃金菱形組成，具有60條邊和32個頂點，其對偶多面體為截半二十面体。由於其對偶多面體是一個半正多面體，因此這種立體也屬於卡塔蘭多面體。
由於菱形三十面體是一種面可遞的立體，換句話說，即這立體上的任意兩個面A和B，若透過旋轉或鏡射這個立體，使A移動到B原來的位置時，而兩個面仍然佔據了相同的空間區域。由於這種特性使得菱形三十面體有時會成為30面骰子的設計。

### 二十九角錐

正二十九角錐

二十九角錐是一種底面為二十九邊形的錐體，為三十面體的一種，具有30個面、58條邊和30個頂點，其對偶多面體是自己本身。正二十九角錐是一種底面為正二十九邊形的二十九角錐，在施萊夫利符號中可以用{}∨{29}來表示。底邊長為{\displaystyle s}、高為{\displaystyle h}的正二十九角錐體積{\displaystyle V}和表面積{\displaystyle S}為：
{\displaystyle V={\frac {29hs^{2}\cot {\frac {\pi }{29}}}{12}}\approx 22.2209hs^{2}}
{\displaystyle S={\frac {29s\left({\sqrt {4h^{2}+s^{2}\cot ^{2}{\frac {\pi }{29}}}}+s\cot {\frac {\pi }{29}}\right)}{4}}\approx 7.25s\left({\sqrt {4h^{2}+84.5452s^{2}}}+9.19485s\right)}

### 二十八角柱

正二十八角柱

二十八角柱是一種底面為二十八邊形的柱體，是三十面體的一種，由30個面和84條邊和56個頂點組成，對偶多面體為雙二十八角錐。正二十八角柱代表每個面都是正多邊形的二十八角柱，其每個頂點都是2個正方形和1個二十八邊形的公共頂點，頂點圖以{\displaystyle 4{.}4{.}28}表示。其在施萊夫利符號中可以用{28}×{}或t{2,28}來表示，在考克斯特符號中可以用來表示，在威佐夫符號中可以利用2 28 | 2來表示，在康威多面體表示法中可以利用P28來表示。底邊長為單位長的正二十八角柱體積{\displaystyle V}和表面積{\displaystyle S}為：
{\displaystyle V=7\cot {\frac {\pi }{28}}\approx 62.1267}
{\displaystyle S=28\left(1+{\frac {\cot {\frac {\pi }{28}}}{2}}\right)\approx 152.253}

### 十四角反角柱

正十四角反角柱

十四角反角柱是一種底面為十四邊形的反柱體，是三十面體的一種，由30個面和56條邊和28個頂點組成，對偶多面體為十四方偏方面體。正十四角反角柱代表每個面都是正多邊形的十四角反角柱，其每個頂點都是3個正三角形和1個正十四邊形的公共頂點，頂點圖以{\displaystyle 3{.}3{.}3{.}14}表示。其在施萊夫利符號中可以用s{2,28}、sr{2,14}或{\displaystyle s{\begin{Bmatrix}2\\14\end{Bmatrix}}}來表示，在考克斯特符號中可以用或來表示，在威佐夫符號中可以利用| 2 2 14來表示，在康威多面體表示法中可以利用A14來表示。底邊長為單位長的正十四角反角柱體積{\displaystyle V}和表面積{\displaystyle S}為：
{\displaystyle V={\frac {7\left(2-{\frac {1}{1+\cos {\frac {\pi }{14}}}}\right)^{\frac {3}{2}}\cot {\frac {\pi }{28}}}{6{\sqrt {2}}}}\approx 13.3655}
{\displaystyle S=7\left({\sqrt {3}}+\cot {\frac {\pi }{14}}\right)\approx 42.7934}

### 十五方偏方面體
十五方偏方面體是一種以十五邊形為底的偏方面體，是三十面體的一種，由30個面和60條邊和32個頂點組成，對偶多面體為十五角反角柱。

### 星形三十面體

魯洛夫斯的星形三十面體，由6個十二邊形和24個正方形組成

有一些三十面體具有自相交的結構，也就是星形三十面體，例如部分的均勻多面體對偶，大多由考克斯特等人發現，而魯洛夫斯（Roelofs）也發現了一種不屬於均勻多面體也不是其對偶的星形三十面體，其由6個十二邊形和24個正方形組成。

#### 無窮星形三十面體
無窮星形三十面體是指具有30個面的無窮星形多面體。作為均勻多面體的對偶多面體，無窮星形三十面體共有六種，分別為小二十面半無窮星形十二面體、小十二面半無窮星形十二面體、大二十面半無窮星形十二面體、大十二面半無窮星形十二面體、小十二面半無窮星形二十面體和大十二面半無窮星形二十面體。其中，小二十面半無窮星形十二面體和小十二面半無窮星形十二面體外觀相同、大二十面半無窮星形十二面體和大十二面半無窮星形十二面體外觀也相同、小十二面半無窮星形二十面體和大十二面半無窮星形二十面體外觀也相同。
|                                                           |                                                           |                                                           |                                                           |                                                           |                                                           |
| 小二十面半十二面體的對偶多面體 小二十面半無窮星形十二面體 | 小十二面半十二面體的對偶多面體 小十二面半無窮星形十二面體 | 大二十面半十二面體的對偶多面體 大二十面半無窮星形十二面體 | 大十二面半十二面體的對偶多面體 大十二面半無窮星形十二面體 | 小十二面半二十面體的對偶多面體 小十二面半無窮星形二十面體 | 大十二面半二十面體的對偶多面體 大十二面半無窮星形二十面體 |
| 6個互相相交的無限高十角柱                                 | 6個互相相交的無限高十角柱                                 | 6個互相相交的無限高十角星柱                               | 6個互相相交的無限高十角星柱                               | 10個互相相交的無限高六角柱                                | 10個互相相交的無限高六角柱                                |

#### 均勻多面體對偶
除了上述六種無窮星形三十面體之外，還有兩種均勻多面體的對偶多面體為三十面體，分別為内侧菱形三十面体和大菱形三十面體。
| 内侧菱形三十面体 | 大菱形三十面體 |

### 三十面體列表
| 名稱                       | 種類           | 圖像               | 符號                | 頂點               | 邊 | 面 | χ  | 面的種類                                        | 對稱性                           | 展開圖 | 對偶多面體             |
| -------------------------- | -------------- | ------------------ | ------------------- | ------------------ | -- | -- | -- | ----------------------------------------------- | -------------------------------- | ------ | ---------------------- |
| 二十九角錐                 | 錐體           |                    | ( )∨{29}            | 30                 | 58 | 30 | 2  | 1個二十九邊形 29個三角形                        | C29v, [29], (*29 29)             |        | 二十九角錐（自身對偶） |
| 二十八角柱                 | 稜柱體         |                    | t{2,28} · {28}x{} · | 56                 | 84 | 30 | 2  | 2個二十八邊形 28個矩形                          | D28h, [28,2], (*28 2 2)          |        | 雙二十八角錐           |
| 雙十五角錐                 | 雙錐體         |                    | { }+{15}            | 17                 | 45 | 30 | 2  | 30個三角形                                      | D15h, [15,2], (*15 2 2), 60階    |        | 十五角柱               |
| 十四角反棱柱               | 反棱柱         |                    | s{2,28} sr{2,14}    | 28                 | 56 | 30 | 2  | 2個十四邊形 28個三角形                          | D14d, [2+,28], (2*14), 56階      |        | 十四方偏方面體         |
| 十四角帳塔                 | 帳塔           |                    | {14} \| t{14}       | 42                 | 70 | 30 | 2  | 14個三角形 14個正方形 1個十四邊形 1個二十八邊形 | C14v, [1,14], (*14 14), order 28 |        |                        |
| 十五方偏方面體             | 偏方面體       |                    | { }⨁{15}:235        | 32                 | 60 | 30 | 2  | 30個鷂形                                        | D15d, [2+,15], (2*15)            |        | 十五角反棱柱           |
| 對二側帳塔截角立方體       | 側帳塔多面體   |                    |                     | 32                 | 60 | 30 | 2  | 16個正三角形 10個正方形 4個正八邊形             | D4h                              |        |                        |
| 鄰二側帳塔截角立方體       | 側帳塔多面體   |                    |                     | 32                 | 60 | 30 | 2  | 16個正三角形 10個正方形 4個正八邊形             |                                  |        |                        |
| 四側錐雙新月雙罩帳         | 凹多面體       |                    |                     | 18                 | 46 | 30 | 2  | 2×4+4×5個正三角形 2個正方形                     |                                  |        |                        |
| 截六角鳶形二十四面體       | 凸多面體       |                    |                     | 44                 | 72 | 30 | 2  | 24個五角形 6個正方形                            | Oh, [4,3], *432                  |        |                        |
| 小二十面半無窮星形十二面體 | 無窮星形多面體 |                    |                     | 26                 | 60 | 30 | -4 | 30個抽象四邊形                                  | Ih, [5,3], *532                  |        | 小二十面半十二面體     |
| 小十二面半無窮星形十二面體 | 無窮星形多面體 | 18                 | -12                 | 小十二面半十二面體 | 60 | 30 |    | 30個抽象四邊形                                  | Ih, [5,3], *532                  |        |                        |
| 大二十面半無窮星形十二面體 | 無窮星形多面體 |                    |                     | 26                 | 60 | 30 | -4 | 30個抽象四邊形                                  | Ih, [5,3], *532                  |        | 大二十面半十二面體     |
| 大十二面半無窮星形十二面體 | 無窮星形多面體 | 18                 | -12                 | 大十二面半十二面體 | 60 | 30 |    | 30個抽象四邊形                                  | Ih, [5,3], *532                  |        |                        |
| 小十二面半無窮星形二十面體 | 無窮星形多面體 |                    |                     | 22                 | 60 | 30 | -8 | 30個抽象四邊形                                  | Ih, [5,3], *532                  |        | 小十二面半二十面體     |
| 大十二面半無窮星形二十面體 | 無窮星形多面體 | 大十二面半二十面體 |                     | 22                 | 60 | 30 | -8 | 30個抽象四邊形                                  | Ih, [5,3], *532                  |        |                        |
| 内侧菱形三十面体           | 均勻多面體對偶 |                    |                     | 24                 | 60 | 30 | -6 | 30個菱形                                        | Ih, [5,3], *532                  |        | 截半大十二面體         |
| 大菱形三十面體             | 均勻多面體對偶 |                    |                     | 32                 | 60 | 30 | 2  | 30個菱形                                        | Ih, [5,3], *532                  |        | 大截半二十面体         |

## 扭歪三十面體

四角六片三角孔扭歪正三十面體是一個扭歪三十面體。其位於四維空間，圖為四維到三維的施萊格爾投影。

扭歪三十面體是指面與頂點並不存在同一個三維空間而無法確定體積的三十面體，扭歪三十面體僅能存在於四維或以上的空間。
而扭歪三十面體的一個例子為四角六片三角孔扭歪正三十面體，其由30個正方形組成，具有30個面、60條邊和20個頂點，在施萊夫利符號中計為{4,6|3}，可以看做是截半五胞體去除所有正三角形面的結果，因此與截半五胞體共用相同的頂點布局。

## 外部連結
- 埃里克·韦斯坦因. . MathWorld.